# Nationaal Openbaar Vervoermuseum
Het Nationaal Openbaar Vervoermuseum is een museum gewijd aan het openbaar vervoer. Het is gevestigd in Ouwsterhaule in de Nederlandse provincie Friesland.

## Geschiedenis
De Stichting Nationaal Openbaar Vervoermuseum werd in 2003 opgericht. Het museum geeft een overzicht van het openbaar vervoer in Nederland, zoals de geschiedenis van de NTM en de (verdwenen) busmaatschappijen: BBA, Zuidooster, Hermes, VAD, Midnet, VSL, Westnederland, GVB, ZWH en FRAM. NOF, LAB, LABO, DVM en NWH.

## Collectie

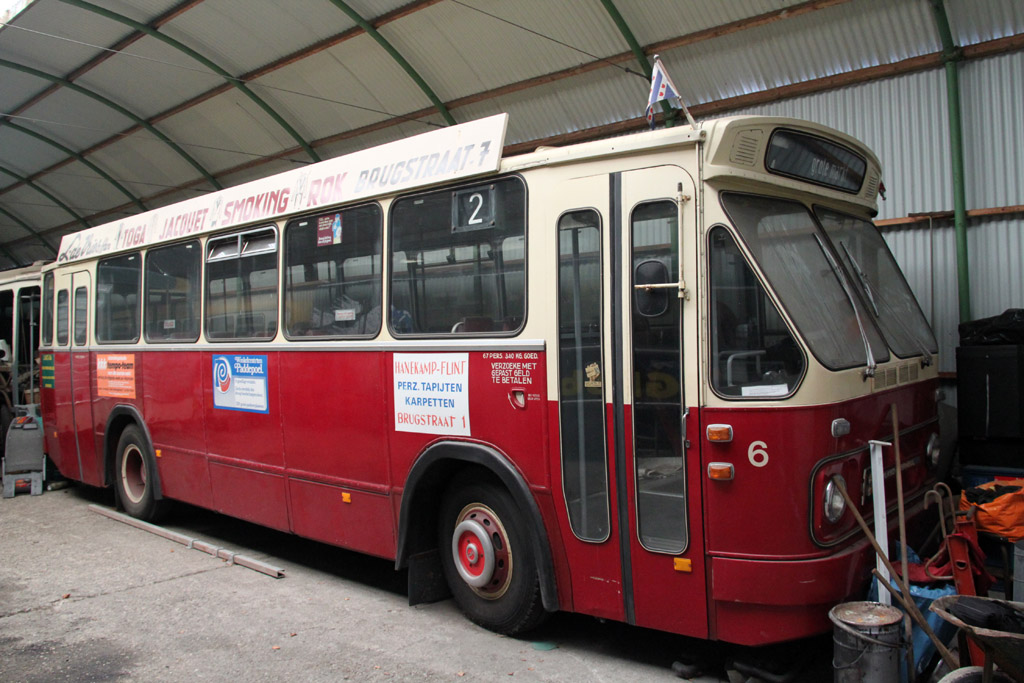
Deze Groningse stadsbus GVG 6 stond lange tijd in het Nationaal Openbaar Vervoermuseum.

- Uniformen, petten, attributen
- Schaalmodellen
- Foto's
- Bibliotheek
- Archief
- Autobussen:

| Nummer   | Bedrijf        | Jaar             | Type                                               | Opmerking | Afbeelding |
| -------- | -------------- | ---------------- | -------------------------------------------------- | --- | ---------- |
| 891      | GVB            | 1948 (Werkspoor) | Drieasser                                          | Instructiewagen 491 in 1968 vernummerd in 891, verbouwd tot eenmanwagen, vanaf 1983 bewaard als museumtram. Op 12 januari 2013 naar het NOV vervoerd. |            |
| 4710     | NBM            | 1958             | Leyland-Werkspoor "bolramer"                       | |            |
| 6-137    | LTM            | 1966             | Leyland-Den Oudsten "Bolramer"                     | Verkocht aan Limburgs Bus Museum |            |
| 413      | Maarse & Kroon | 1966             | Leyland Royal Tiger Worldmaster, carrosserie Roset | |            |
| 5509     | NBM            | 1971             | Leyland-Den Oudsten                                | |            |
| 114      | Enhabo         | 1975             | Volvo-Jonckheere                                   | |            |
| 7087     | VAD            | 1987             | Volkswagen LT50 Minibus                            | |            |
| 002      | GVB            | 2003             | Mercedes-Benz Citaro/EvoBus                        | |            |
| 17-BBL-9 |                | 2013             | VDL Citea                                          | |            |